# アミンN-メチル基転移酵素
アミンN-メチル基転移酵素（EC 2.1.1.49、amine N-methyltransferase）とは、トリプタミン及びその類似構造の化合物に対するN-メチル化を触媒する酵素である。非神経組織に恒常的に存在する。
酵素反応は以下の通り
- S-アデノシルメチオニン + アミン {\displaystyle \rightleftharpoons } S-アデノシル-L-ホモシステイン + メチルアミン

基質がトリプタミンとセロトニンの場合、生成物はジメチルトリプタミンとブフォテニンとなる。
この酵素は転移酵素、より正確には一炭素基転移酵素に分類される。系統名はS-アデノシル-L-メチオニン:アミンN-メチル基転移酵素である。常用名には例えばニコチンN-メチル基転移酵素、トリプタミンN-メチル基転移酵素、ジメチルトリプタミンN-メチル基転移酵素、 アリールアミンN-メチル基転移酵素がある。この酵素はトリプトファンの代謝に関わる。
トリプタミンやアニリン、ニコチンを含む、広い範囲の一級、二級、三級アミンは電子受容体として働く。

## 構造
アミンN-メチル基転移酵素の一つについて、構造が解明された。タンパク質構造データバンクに2A14のコードで登録されている。